# Hoffmannia steyermarkii
Hoffmannia steyermarkii är en måreväxtart som beskrevs av Paul Carpenter Standley. Hoffmannia steyermarkii ingår i släktet Hoffmannia och familjen måreväxter. Inga underarter finns listade i Catalogue of Life.